# Pfaffstätt
Pfaffstätt è un comune austriaco di 1 016 abitanti nel distretto di Braunau am Inn, in Alta Austria.